# Priorado de Wykeham
O Priorado de Wykeham foi um convento em Wykeham, North Yorkshire, Inglaterra. Foi estabelecido entre 1140-1160 e foi destruído por um incêndio durante o reinado de Eduardo III.
Em meados do século XVIII, a Abadia de Wykeham foi construída no local do antigo priorado.